# Gustaf Burman
Erik Gustaf Burman (i riksdagen kallad Burman i Nedertorneå), född 6 juni 1827 i Karl Gustavs socken, Norrbotten, död 23 mars 1890 i Nedertorneå församling, var en svensk präst och politiker. 
Gustaf Burman växte upp på gården Kopukka i Haparanda by, där hans far Fale Burman drev ett stort jordbruk; fadern var även politiskt aktiv. Han blev student vid Uppsala universitet 1845 och prästvigdes i juli 1850 till pastorsadjunkt i Lövångers församling. Under ett par månader 1851 var han vikarierande komminister i Hietaniemi församling och sedan under en period pastorsadjunkt i Övertorneå församling, i Nedertorneå församling och åter i Övertorneå församling in i januari 1853. Därefter var han nådårspredikant i Nederluleå församling innan han återigen blev vikarierande komminister i Hietaniemi församling åren 1856–1861.   
Burman utnämndes till kyrkoherde i Nedertorneå församling i september 1861 och tillträdde 1 november samma år. Från 1874 han kontraktsprost i Västerbottens fjärde kontrakt. Han var riksdagsledamot i andra kammaren för Torneå domsagas valkrets 1879–1881.
Burman var gift och hade nio barn.